# Tintenbar
Tintenbar – miasto w Australii, w stanie Nowa Południowa Walia.